# Teatro Margherita (Genova)
Il Teatro Margherita (per un periodo noto anche come Politeama Margherita) è stato un teatro di Genova, con sede nella centrale via XX Settembre. Per molte decadi è stato uno dei più importanti teatri nazionali.
Nel 1998, in seguito a una ristrutturazione, è stato convertito in un centro commerciale.

## Storia

### Nuovo teatro Andrea Doria
Il teatro sorse con il nome di Nuovo teatro Andrea Doria, a brevissima distanza dalla Porta degli Archi, nei pressi dell'attuale Ponte monumentale, su iniziativa dei soci Antonio Fasce e Domenico Corte, che ottennero la delibera alla costruzione nel 1853. Il teatro fu disegnato su progetti di massima dell'architetto Felice Orsolini, morto però il 22 dicembre di quello stesso anno. Il completamento venne quindi affidato all'architetto Gio Batta Olivieri, che apportò alcune modifiche al progetto originale. La prima pietra fu posta il 12 gennaio 1854, e il nuovo teatro fu pronto il 9 agosto 1855. L'inaugurazione avvenne quella stessa sera.
Descritto come "magnifico" nelle guide già in questa sua prima veste, e capace di duemila posti, il teatro era composto di quattro ordini di palchi e di un loggione sorretti da colonne corinzie di ghisa. Al secondo piano si trovavano tre sale da caffè, mentre al quarto piano si trovava l'appartamento dell'impresario. Il teatro era inoltre fornito di una scuderia, capace di ospitare 24 cavalli in occasione di spettacoli equestri. Nel soffitto, essendo il teatro aperto anche agli spettacoli diurni, era ricavato un grande velario del diametro maggiore di 14 metri, oscurabile con pannelli in legno montati su rotaie. Nel centro del velario si trovava il grande lampadario a gas. Il primo sipario era decorato con l'immagine di Andrea Doria in atto di rifiutare la corona ducale offertagli da Carlo V, opera del pittore Giuseppe Isola (1808-1893); il secondo sipario rappresentava un giardino presso la reggia di Ferrara con Torquato Tasso che legge il suo poema Gerusalemme liberata alla duchessa Eleonora d'Este, opera del bresciano Francesco Zuccarello con figure dello stesso Isola.
All'inaugurazione dell'Andrea Doria, avvenuta il 9 agosto 1855, andò in scena un concerto corale e strumentale.

### Il teatro Regina Margherita
Il teatro fu ristrutturato sontuosamente una prima volta nel 1885 e quindi intitolato alla Regina Margherita, consorte del re Umberto I. In queste nuove vesti architettoniche riscosse particolare apprezzamento, conferendo lustro alle stagioni teatrali del capoluogo ligure a cavallo fra il XIX e il XX secolo. Il teatro, con accesso da via XX Settembre attraverso un portale aperto al civico 18 della via, fu rimodernato nuovamente nel 1938. Durante la seconda guerra mondiale, nel 1942 fu completamente distrutto dai bombardamenti inglesi.
Fra il 1954 e il 1957 fu ricostruito, con un nuovo progetto di Marco Lavarello e altri. Inaugurato il 10 ottobre 1957, con la commedia Pignasecca e Pignaverde di Gilberto Govi, in attesa della ricostruzione del Teatro Carlo Felice pericolante a seguito dei bombardamenti di guerra, la stagione di opera lirica del Teatro Comunale dell'Opera si trasferì stabilmente e per i successivi trent'anni proprio al Margherita.
Dagli anni 1960, il teatro offrì il proprio cartellone lirico, inframezzato nel periodo invernale dai tradizionali spettacoli della compagnia del Sistina di Roma in tournée e dalla rivista satirica della compagnia goliardica Mario Baistrocchi. Nella sua storia ospitò, fra gli altri: Mercedes Capsir con Il barbiere di Siviglia, Florica Cristoforeanu con Finalmente soli di Franz Lehár (nel 1914), Magda Olivero con la Tosca, Luciano Pavarotti con  La bohème, Alfredo Kraus, Rajna Kabaivanska, Carlo Bergonzi, Mario Zanasi, Cristina Deutekom, Lella Cuberli, Leyla Gencer, Bonaldo Giaiotti, Shirley Verrett, Fiorenza Cossotto, Montserrat Caballé, Angelo Romero, Luciana Serra, Ottavio Garaventa, José Carreras, Gianni Raimondi, Katia Ricciarelli, Grace Bumbry, Joan Sutherland, Christa Ludwig, Giuseppe Giacomini, Ghena Dimitrova, Giorgio Zancanaro, ma anche Carla Fracci, Rudolf Nureyev, Mina, Claudio Villa, Ray Charles, Earl Hines, Dizzy Gillespie.
Nel 1971 ospitò anche la sfilata dedicata alla collezione annuale dello stilista Sandro Soldano, presentata da Mike Bongiorno. Fra le messe in scena storiche del periodo anche La Cenerentola di Gioachino Rossini, con costumi originali di Lele Luzzati, presentata per la prima volta nel 1978.
Con l'inaugurazione del ricostruito Teatro Carlo Felice, e venuta quindi meno la stagione della lirica, nel 1991 il teatro passò sotto la direzione di Danilo Staiti e ospitò soprattutto spettacoli di prosa, commedie, teatro moderno e concerti. Fra gli artisti ospitati nei successivi due anni vi furono: Fabrizio De André, Giorgio Gaber, Francesco De Gregori, Francesco Guccini, Beppe Grillo, Antonio Albanese, Paolo Rossi, Alessandro Bergonzoni, Paolo Conte, Liza Minnelli, Lindsay Kemp, David Parsons, Los Lobos.
Il teatro continuò le rappresentazioni fino alla metà del 1993, quando la proprietà decise di vendere la struttura. L'ultima rappresentazione fu Pop a rebelot di Paolo Rossi, spettacolo messo in scena appositamente "ad oltranza", per tentare di salvare le sorti del teatro, con Enzo Jannacci e Dario Vergassola. Tramontata fra le polemiche l'ipotesi di una ristrutturazione, la struttura fu modificata e adattata per ospitare un centro commerciale della catena Coin, che fu inaugurato nel 1998.

## Struttura
Dotato di un'ampia sala con platea, galleria e loggioni poltronati, disponeva di un palcoscenico ampio e poco profondo.

## Galleria d'immagini

L'ingresso del teatro, da Via XX Settembre (anni 1980)
Foyer del teatro
Foyer del teatro
La platea, vista dal palco
La platea e i loggioni superiori